# Arthroleptis loveridgei
Arthroleptis loveridgei е вид жаба от семейство Arthroleptidae.

## Разпространение
Видът е разпространен в Демократична република Конго.